# Toyohashi City General Gymnasium
 (août 2023).
La Toyohashi City General Gymnasium (en japonais : 豊橋市総合体育館), est une salle multisports (servant surtout pour le basket-ball et le volley-ball) japonaise située dans la ville de Toyohashi, dans la préfecture d'Aichi.
Dotée d’une capacité de 8 000 spectateurs, la salle sert d'enceinte à domicile pour l'équipe de basket-ball de San-en NeoPhoenix, club de B.League.

## Histoire
Le projet de construction du Toyohashi City General Gymnasium débute en 1985, et la première pierre est posée deux ans plus tard (le gymnase est achevé en 1989).

## Galerie

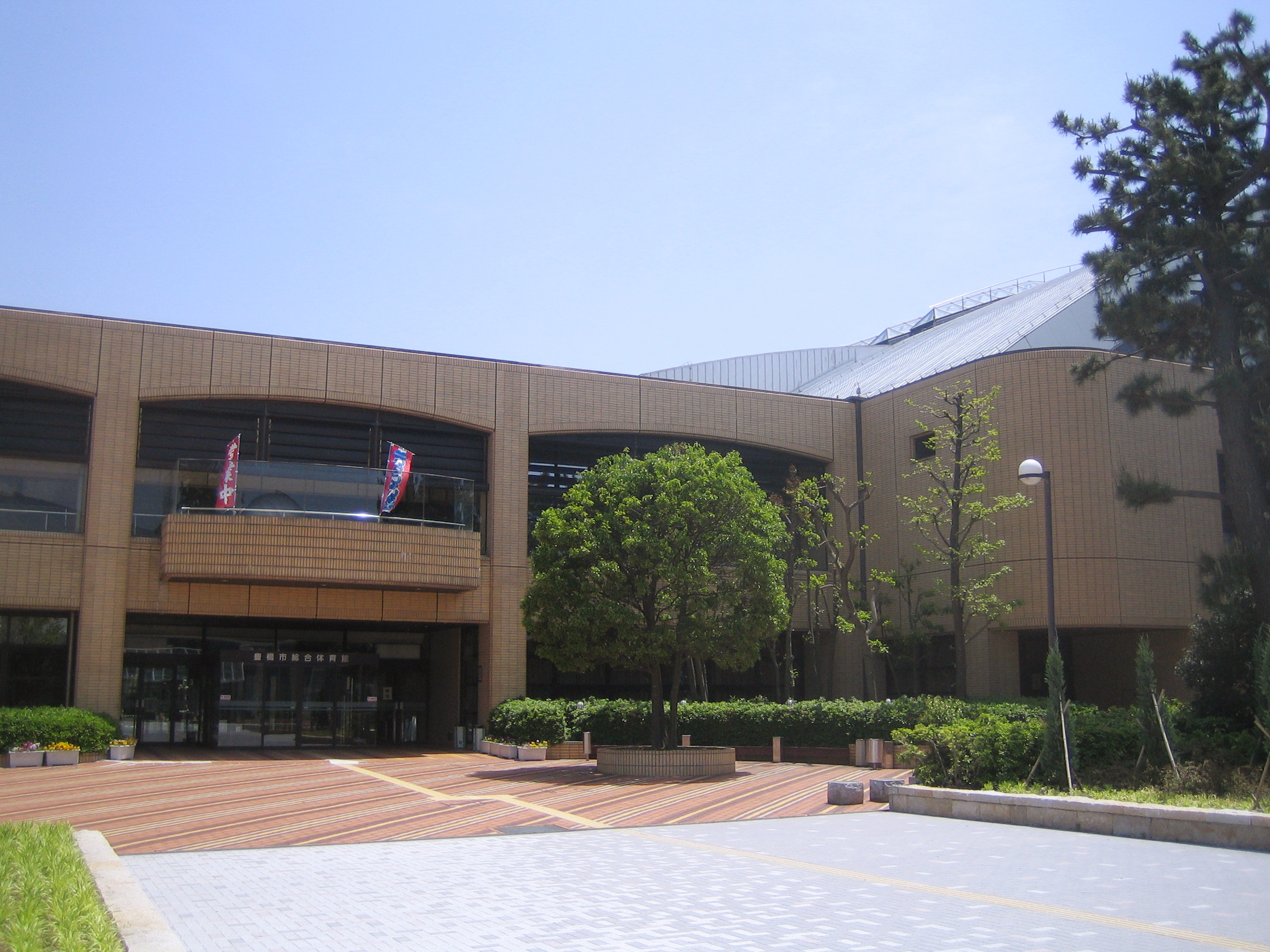
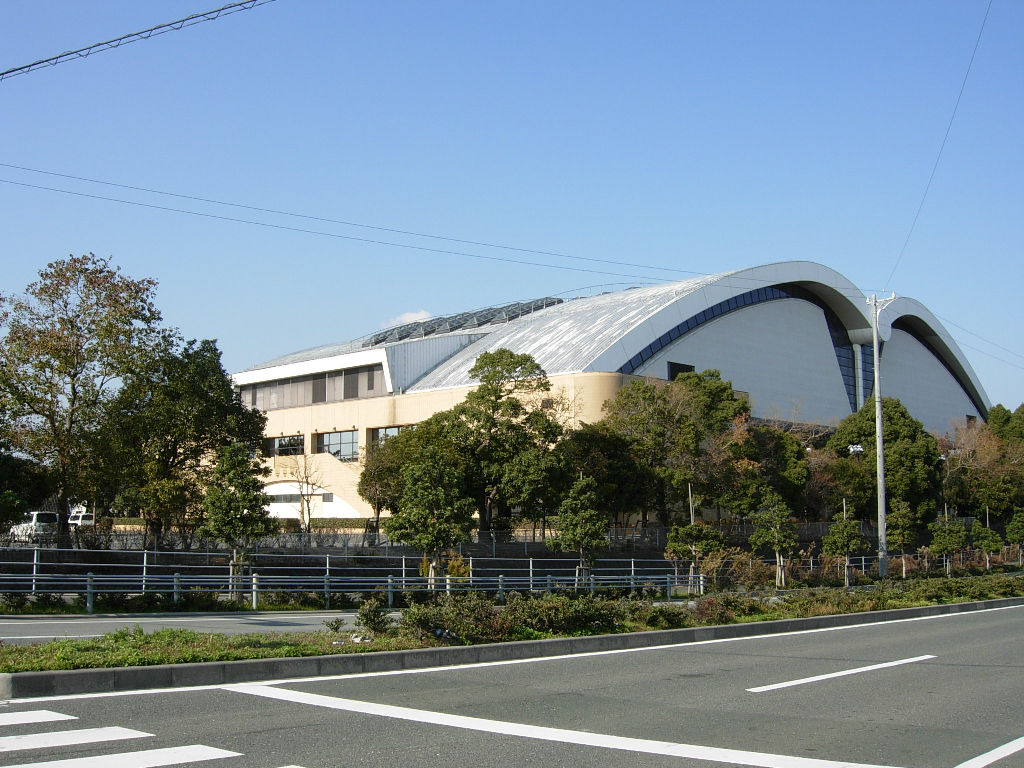
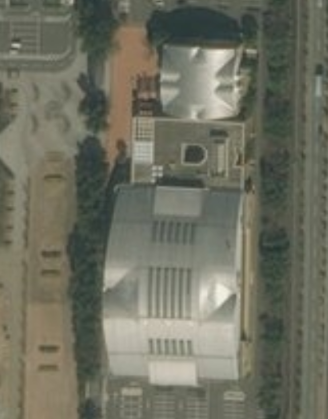
Vue satellite